# Teresa Rampazzi

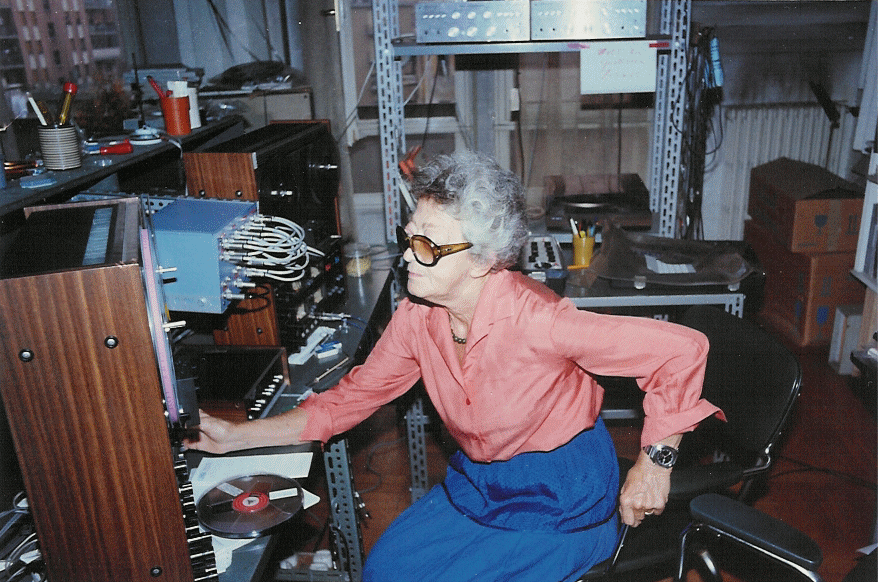
Teresa Rampazzi, 1995 ca. (Bassano del Grappa)

Terese Rampazzi /Teresa Rossi (nombre de soltera) (31 de octubre de 1914 - 16 de diciembre de 2001) fue una pianista y compositora italiana pionera de la música electrónica y la música generada por computadora.
Teresa Rampazzi nació en Vicenza, Italia, allí estudió piano desde niña con un profesor particular, continuando sus estudios en el Conservatorio Giuseppe Verdi en Milán donde obtuvo el diploma en piano. Vivió en Verona, Italia y en 1956 se mudó con su marido a Padua donde formó parte del Trío Bartók (Elio Peruzzi: clarinete, Edda Pitton: violín, Teresa Rampazzi: piano) y decidió promover la música de vanguardia de Anton Webern y Alban Berg . Entre 1956 y 1960 también formó parte del ensamble de música Circolo Pozzetto.
Rampazzi desarrolló un interés en avante-garde. En los cursos internacionales de verano de música contemporánea Internationale Ferienkurse für Neue Musik fue donde escuchó por primera vez los experimentos electrónicos realizados por Herbert Eimert. 
En 1959 conoce a John Cage y decide dejar atrás la música tonal y la forma de música tradicional. Por esa época vende su piano en circunstancias curiosas. Una leyenda dice que ella lo destruyó durante una actuación con John Cage.
En 1965 funda junto al artista y diseñador Ennio Chiggio el Grupo N.P.S (Nuevas Propuestas Sonoras) en el cual trabajó con equipo análogo; el cual se convirtió en uno de los principales estudios de investigación privada de música, junto al S2FM de Pietro Grossi y al Studio di Musica Elettronica di Torino SMET. El N.P.S estaba operando en la estela de la famoso Gruppo N, al cual pertenecía Ennio Chiggio, fundado por Alberto Biasi y Manfredo Massironi donde se consideraba el arte como un producto colectivo y anónimo.
"Un grupo de diseñadores experimentales unidos por la necesidad de buscar colectivamente"
Los artistas del grupo reconocen los nuevos materiales en la máquina y los medios de expresión de la "nueva técnica" en la que no puede haber separación entre la arquitectura, la pintura, la escultura y el producto industrial. El Gruppo N se centra en la investigación visual y cinética, que se relaciona con la psicología de la percepción, el objetivo de la creación de objetos y ambientes que involucran al espectador.
Teresa Rampazzi continua su trabajo con Ennio Chiggio hasta que 1968. 
En 1972 asume la cátedra de música electrónica en el Conservatorio de Padova donde continúa trabajando en las investigaciones de tono aplicando las funciones canónicas a las ecuaciones de Bessel (ver Bessel funtions) y publica diversos artículos profesionales acerca de la música electrónica. Teresa abrió su laboratorio para ingenieros jóvenes (entre ellos Alvise Vidolin y Giovanni De Poli ) y comenzó una nueva época en la que se dedicó a la enseñanza. Enseñó a sus alumnos técnicas analógicas, mientras que en CSC Center for Computational Sonología de la  Universidad de Padua (centro de investigación y producción de música por ordenador) colaboró con sus alumnos en la producción de música por ordenador. Su entusiasmo en el aprendizaje de nuevas técnicas digitales fue notable.
Su primera pieza de música por ordenador With the light pen 1976 obtuvo una mención especial en el Concurso Internacional de Música Electroacústica en Bourges (Francia).
Basada en un fragmento de Heráclito en 1980 su pieza Atmen noch gana el Segundo Premio en el VIII Concurso Internacional de Música Electroaoustique de Bourges.
También trabajó  en el estudio STEM ("Studio for Electronic Music") de la Universidad de Ultrecht, en Universidad católica en Washington, en el Electromusic Studio en Estocolmo, en el departamento de música en la Universidad de Pisa.
En 1984 muere su marido y esta experiencia agudiza aún más su rechazo hacia el pasado. Vende su casa y dona todas sus herramientas musicales al departamento de música de la Universidad de Padua y decide retirarse.  Primero vive unos años en la ciudad de Asís y más tarde se instala en Bassano (Vicenza) donde vivió hasta diciembre de 2001.Su cuerpo yace en el cementerio de Asiago.

## Trabajos
Compuso bandas sonoras de películas, documentales y para ballets.  Entre la selección de trabajos se incluyen:
- ipotesi1 (1965)
- ipotesi2 (1965)
- Búsqueda1 (1965)
- Ricerca2 (1965)
- Ricerca3 (1965)
- Ricerca4 (1965)
- Operativo 1 (1966)
- Operativo 2 (1966)
- Operativo 3 (1966)
- Funzione 1 (1966)
- Funzione 3 (1966)
- Funzione 4 (2 pistas)(1966)
- Funzione 3 (1966)
- Funzione 5 (1966)
- 5.ª Funzione (1966)
- Ritmo 1 (1967)
- Ritmo 2 (1967)
- Ritmo 3 (1967)
- Módulo 1 (1967)
- Módulo 2 (1967)
- Módulo 3 (1967)
- Módulo 4 (1967)
- Módulo 5 (1967)
- Interferencia 1	(1968)
- Interferencia 2	(1968)
- Dinámica 1 (1968)
- Masse 1 (1968)
- Masse 2 (1968)
- Freq Mod 1 (1969)
- Freq Mod 2 (1969)
- Imp & Ritha (1970)
- Environ (1970)
- Colecciones (1970)
- Eco 1 (1971)
- Filtro 1 (1971)
- Taras su 3 dimensioni (1971)
- Immagini per Diana Babylon (1972)
- Babylon computer 1800 (1972)
- Hardlag (1972)
- Música endoscopica (soundtrack)
- Vademecum (1972)
- La cattedrale (1973)
- Breath (1974)
- Glassrequiem (omaggio Mozart) (1974)
- Canti per Checca (1975)
- Fasce di Checca - Towards heigher skies 2 (1975)
- With the light pen (co-autore: Paolo Balladore) (1976)
- Grumbling (1976)
- Melismi (Stockholm - Padova) (1977)
- Computer dances (1978)
- Atmen noch (1980)
- Geometrie in moto (1982)
- ...Quasi un Haiku [realizzato a Bassano] (1987)
- Polifonie di Novembre [realizzato a Bassano] (1988)

Un compilado de sus trabajos fue liberado en el año 2008 por el sello DIE SCHACHTEL, donde se incluye la primera publicación de su trabajo titulado "Musica Endoscopica" compuesto para un documental acerca de la técnica médica de endoscopía. 
El proyecto forma parte de las disciplinas científicas dedicadas al estudio de la musicología y la conservación y preservación de los materiales de audio (reversión y estudio histórico-filológico de audiobobine) y contó con la colaboración de Die Schachtel y la " Universidad de Padua . 
- Musica Endoscopica, Teresa Rampazzi, DIE SCHACHTEL (2008)
- Gruppo NPS Nuove Proposte Sonore 1965-1972, Teresa Rampazzi, Ennio Chiggio et al., DIE SCHACHTEL (2011)